# Tratado Constitutivo da Unasul
O Tratado Constitutivo da União de Nações Sul-Americanas, também chamado Tratado Constitutivo da Unasul, ou ainda Tratado da Unasul, foi assinado em Brasília, capital do Brasil, no dia 23 de maio de 2008, durante a III Cúpula de Chefes de Estado e de Governo.[carece de fontes?]
Esse tratado estabeleceu oficialmente a integração econômica da América do Sul, na forma do bloco econômico União de Nações Sul-Americanas, ou seja, os membros do Mercosul mais os da CAN uniram-se ao Chile, ao Suriname e à Guiana numa zona de livre comércio. O texto do tratado foi feito em quatro idiomas, em português, espanhol, inglês e neerlandês, sendo todas as quatro versões igualmente originais e aceitas.[carece de fontes?]

## Signatários
| Em nome de | Assinado por              | Ratificado | Data da ratificação     |
| ---------- | ------------------------- | ---------- | ----------------------- |
| Argentina  | Cristina Kirchner         | Sim        | 2 de agosto de 2010     |
| Bolívia    | Evo Morales               | Sim        | 11 de março de 2009     |
| Brasil     | Luiz Inácio Lula da Silva | Sim        | 14 de julho de 2011     |
| Chile      | Michelle Bachelet         | Sim        | 22 de novembro de 2010  |
| Colômbia   | Álvaro Uribe              | Sim        | 28 de janeiro de 2011   |
| Equador    | Rafael Correa             | Sim        | 15 de julho de 2009     |
| Guiana     | Bharrat Jagdeo            | Sim        | 12 de fevereiro de 2010 |
| Paraguai   | Nicanor Duarte            | Sim        | 9 de junho de 2011      |
| Peru       | Alan García               | Sim        | 11 de março de 2010     |
| Suriname   | Ronald Venetiaan          | Sim        | 5 de novembro de 2010   |
| Uruguai    | Rodolfo Nin Novoa         | Sim        | 9 de fevereiro 2011     |
| Venezuela  | Hugo Chávez               | Sim        | 23 de março de 2010     |